# Harald Jährling
Pour les articles homonymes, voir Jährling.
Harald Jährling, né le 20 juin 1954 à Burg et mort le 18 mai 2023 à Klötze,, est un rameur d'aviron est-allemand devenu entraîneur d'aviron australien. Il a un temps été marié à la rameuse Marina Wilke et est le père du rameur Robert Jahrling.

## Carrière
Il est sacré champion olympique en deux barré (aviron) aux Jeux olympiques de 1976 de Montréal et aux Jeux olympiques de 1980 à Moscou.
Il est aussi champion du monde de huit en 1978 et de quatre barré en 1981.
Il devient ensuite entraîneur d'aviron et prend la nationalité australienne.